# Reesor Lake
Reesor Lake är en sjö i Kanada.   Den ligger i provinsen Alberta, i den södra delen av landet, 2 600 km väster om huvudstaden Ottawa. Reesor Lake ligger 1 229 meter över havet. Arean är 0,48 kvadratkilometer. Den sträcker sig 1,3 kilometer i nord-sydlig riktning, och 1,9 kilometer i öst-västlig riktning.
Trakten runt Reesor Lake består till största delen av jordbruksmark. Trakten runt Reesor Lake är nära nog obefolkad, med mindre än två invånare per kvadratkilometer.